# Западно-Сибирский военный округ
Западно-Сибирский военный округ — военно-административный территориальный орган управления Русской императорской армии. Существовал с 1865 по 1882 год.
Штаб — город Омск.

## История
Округ был учреждён в ходе военно-окружной реформы Д. А. Милютина. Командующий войсками округа (до реформы командир Отдельного Сибирского корпуса) одновременно занимал должность Западно-Сибирского генерал-губернатора, а с 1868 года и войскового наказного атамана Сибирского казачьего войска.
Округ переименован в Омский военный округ 25 мая 1882 года (Западно-Сибирское генерал-губернаторство упразднено в этот же день). В состав нового округа дополнительно были включены Семипалатинская и Семиреченская области.

## Состав округа

### Территория округа
Изначально Западно-Сибирский военный округ территориально совпадал с соответствующим генерал-губернаторством и включал Семипалатинскую область, Область сибирских киргизов, Томскую и Тобольскую губернии. Центр округа находился в Омске — главном городе генерал-губернаторства. В 1867 году в связи с изменением границ империи был учреждён Туркестанский военный округ, которому были подчинены войска, дислоцировавшиеся в южной части Семипалатинской области. Тогда же из состава округа была выделена Семиреченская область.
21 октября 1868 года Область сибирских киргизов была переименована в Акмолинскую область.
В 1882 году из Туркестанского военного округа была передана Семиреченская область, после чего Западно-Сибирский округ был переименован в Омский.

### Центральный аппарат округа
Источник:
Управление:
- Командующий округом (ген.-адьют., ген.-лейт. Г.В. Мещеринов)

Военно-Окружной Совет:
- Окружной интендант (ген.-лейт. Ф.Ф. Россетер)
- НШ округа (ген.-лейт. И.Ф. Бабков)
- Окружной военно-медицинский инспектор (ДСС М.Г. Соколов)
- Командующий Войсками Акмолинской области (ген.-лейт. В.С. Цытович)
- Заведующий Артиллерийской частью (пол-к К.В. Сикстель)
- Заведующий Инженернерной частью (пол-к В.А. Фишер)
- От Военного министерства (ДСС А.С. Алфимов)

Структура:
- Штаб войск округа (ген.-лейт. И.Ф. Бабков)
- Военно-топографический отдел (пол-к А.Т. Некрасов)
- Окружное Интендантское управление (ген.-лейт. Ф.Ф. Россетер)
- Окружное Артиллерийское управление (пол-к К.В. Сикстель)
- Окружное Инженерное управление (пол-к В.А. Фишер)
- Окружное Медицинское управление (ДСС М.Г. Соколов)

Отдельные военизированные структуры на территории округа:
- Сибирское казачье войско (ген.-адьют., ген.-лейт. Г.В. Мещеринов)
- Сибирский жандармский округ (ген.-майор Д.М. Ходкевич)

Военно-учебные заведения:
- Сибирская военная гимназия (ген.-майор П.С. Цытович)
- Омская военная прогимназия (пол-к Р.Г. Нюберг)

Военное управление в областях Западной Сибири:
Акмолинская область:
- Командующий войсками и военный губернатор (ген.-лейт. В.С. Цытович)

Структура:
- Штаб войск области (пол-к А.С. Писаренко)
- Управление Акмолинского воинского начальника (ген.-майор В.Е Языков)
- I Отдел Сибирского казачьего войска (ген.-майор А.В. Старков)
- II Отдел Сибирского казачьего войска (пол-к А.И. Русинов)
- Омская инженерная дистанция (пол-к О.П. Лассениус)
- Омское жандармское управление	(пол-к М.Ф. Шрамм)
- Омский военный госпиталь (СС А.И. Дидрихс)

Семипалатинская область:
- Командующий войсками и военный губернатор (ген.-майор А.П. Проценко)

Структура:
- Штаб войск области (пол-к В.Ф. Ильинский)
- Управление Семипалатинского воинского начальника (ген.-майор Ф.А. Нарский)
- III Отдел Сибирского казачьего войска (ген.-майор Д.А. Шайтанов)

### Состав войск
При создании округа в нём были сформированы 71-й Омский резервный батальон, Тобольский и Томский губернские батальоны, а также местные и конвойные команды. При этом Томская местная команда расформировывалась, а её личный состав переводился в другие команды.
Местные команды Томской и Тобольской губерний подчинялись начальнику штаба округа через губернских воинских начальников, резервный батальон подчинялся ему же напрямую, в Области сибирских киргизов — командующему войсками области.
Все Сибирские линейные батальоны были переименованы в Западно-Сибирские с сохранением прежней нумерации.
Регулярные войска составляли: 7 батальонов пехоты (1-й — 7-й линейные батальоны), 1 резервный батальон (71-й Омский), 2 губернских батальона (50-й Тобольский с 9 местными и 16 конвойными командами; 51-й Томский с 4 местными и 16 конвойными командами), Алтайский горнозаводской батальон, Омская военно-арестантская рота; крепостная артиллерия (1½ роты в Омске и рота в Усть-Каменогорске).
Иррегулярные войска входили в состав Сибирского казачьего войска.
Одновременно с созданием Туркестанского военного округа были упразднены управления начальников местных войск Тобольской и Томской губерний. Тогда же из состава округа в Туркестанский были переведены 1-й, 3-й и 6-й Западно-Сибирские линейные батальоны, ставшие 10-м, 11-м и 12-м Туркестанскими линейными батальонами, оставшиеся были переименованы: 5-й Западно-Сибирский линейный батальон — в 1-й, 7-й — в 3-й, нумерация 2-го и 4-го не изменилась. Кроме того, на территории, вошедшей в новый округ проживало население 9-го и 10-го округов Сибирского казачьего войска, из которых было создано новое Семиреченское казачье войско.
В апреле 1868 года было сформировано временное военно-арестантское отделение, а в июне ещё и военно-арестантское отделение в Усть-Каменогорске.
В августе 1868 года на базе подвижного артиллерийского взвода (2 орудия) была сформирована Сибирская пешая батарея (6 орудий), позже ставшая Западно-Сибирской и доведённая до 8-орудийного состава.
Летом 1871 года был расформирован Алтайский горнозаводской батальон, знамя которого было передано на хранение в соборный храм Барнаула.
6 января 1876 года губернские 50-й Тобольский, 51-й Томский и 71-й Омский батальоны, а также уездные, этапные и постовые команды, находящиеся в округе были переименованы в местные батальоны и местные команды с уточнением штатов. 3-й Западно-Сибирский линейный батальон был переведён в Туркестанский военный округ и в Западно-Сибирском округе остались только три линейных батальона — 1-й, 2-й и 4-й.
5 июля 1881 года было принято решение о формировании в округе конно-горной батареи.

## Казачество в округе
Командующий округом являлся также наказным атаманом Сибирского казачьего войска, которое составляло основу иррегулярных войск округа. 
Изначально из 12 конных полков войска на действительной службе находилось 24 сотни и 2 конные батареи (16 орудий), с 1870 года — 8 конных сотен, 1 учебная сотня и 3 пешие команды.
После создания Туркестанского военного округа из Сибирских казаков было сформировано Семиреченское казачье войско. Оставшиеся в Западно-Сибирском округе в военное время должны были выставлять 10 конных полков 6-сотенного состава, 3 пеших полубатальона (со стрелковыми полуротами) и 2 конно-артиллерийских батареи. С 1868 года — 8 конных полков, 3 пешие команды, 2 конно-артиллерийские батареи.
В 1870 году на действительной службе от Сибирского казачьего войска в округе состояло 8 конных сотен, а также 1 учебная сотня и 3 пешие команды.
2 октября 1871 года было утверждено «Положение о воинской повинности Сибирского казачьего войска», по которому в мирное время войско выставляло строевые части и команды, по нарядам, ежегодно утверждаемым командующим войсками Западного Сибирского военного округа, учебную сотню в Омске и постоянную команду из 30 казаков в гвардейскую кавалерию. В военное время или по особому Высочайшему повелению, с призывом всех находящихся на льготе казаков, войско выставляет 9 конных полков. В случае экстренной надобности призыв льготных казаков на непродолжительное время производится по распоряжению командующего войсками округа, который о сём немедленно доносит на Высочайшее имя.
Новое Положение от 5 июля 1880 года устанавливало численность выставляемых на службу в мирное время казаков в 18 конных сотен в составе полков и 30 казаков в состав лейб-гвардии Конно-Гренадерского полка, в военное время — 54 конных сотни в составе полков и 30 казаков в лейб-гвардии Конно-гренадерский полк. С 30 апреля 1882 года командирование в Конно-гренадерский полк было прекращено.

## Численность войск
На 25 января 1866 года округ насчитывал: регулярных — 11 батальонов, 3½ роты и 46 команд; иррегулярных (казачьих) — 1½ пеших батальона, 22 конные сотни, 16 орудий.
На 25 ноября 1867 года: регулярных — 8 батальонов (в т. ч. 1-й — 4-й Западно-Сибирские линейные), 2½ роты, 2 запряжённых орудия, 44 команды; иррегулярных — 14 сотен казаков и 1 взвод.
На 25 июля 1880 года: регулярных — 6 батальонов, 1 рота, 8 запряжённых орудий и 36 команд; иррегулярных — 3 пеших команды и 8 сотен.

## Командующие войсками округа
- 06.08.1865 — 28.10.1866 — генерал от инфантерии Александр Осипович Дюгамель;
- 28.10.1866 — 01.01.1875 — генерал-адъютант генерал-лейтенант (с 30.08.1869 генерал от инфантерии) Александр Петрович Хрущев;
- 01.01.1875 — 19.02.1881 — генерал-адъютант генерал-лейтенант (с 16.04.1878 генерал от инфантерии) Николай Геннадьевич Казнаков;
- 19.02.1881 — 25.05.1882 — генерал-лейтенант Григорий Васильевич Мещеринов.